# 構造盆地

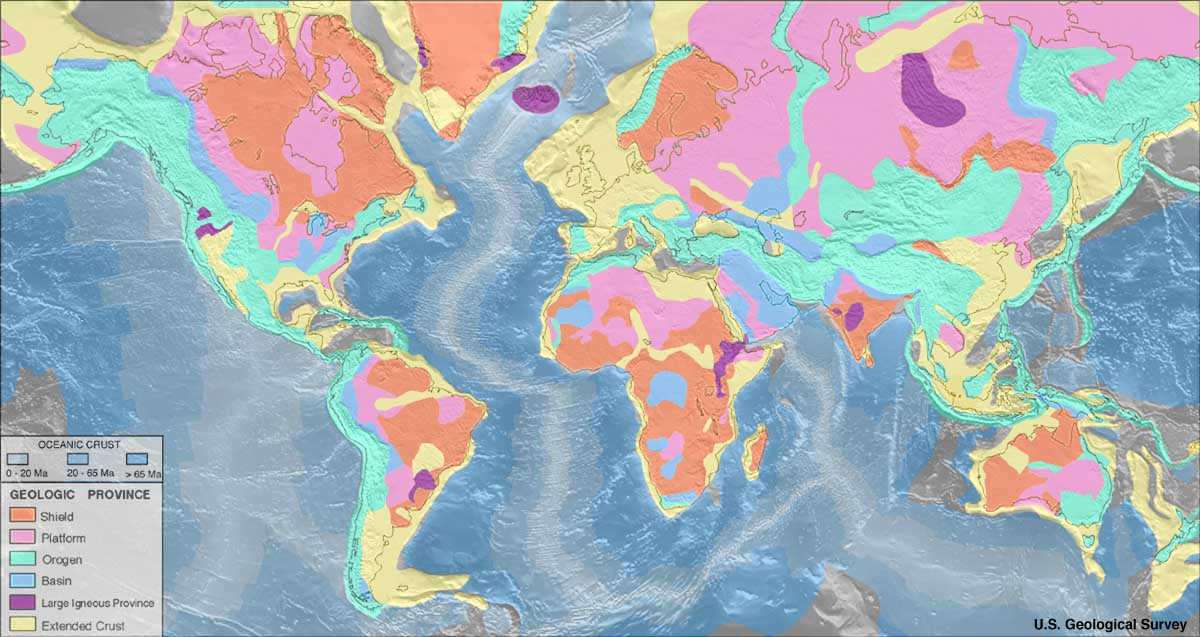
世界の地質学的区域図（アメリカ地質調査所）
楯状地
プラットフォーム
造山帯
盆地
巨大火成岩岩石区
大陸地殻延長部
海洋地殻:
0-20 Ma (100万年前)
20-65 Ma
>65 Ma

構造盆地（こうぞうぼんち、tectonic basin、structural basin）は、プレート運動により、本来は平坦であった岩石層が、歪力を受けて形成される、大規模な地質構造のひとつである。構造盆地は、上記の力により生じた沈降地域であり、同じ原因により隆起した場所が、背斜などのドーム状地形である。また、いくつかの細長い構造盆地は、向斜として知られているものである。構造盆地は堆積盆地の場合もあり得る。これらは、沈降地形に後から堆積物が溜まって形成される。しかし、多くの構造盆地は、堆積層が形成された時期よりはるか後に、プレート運動に伴って形成されたものである。
構造盆地は地質図上では、概して同心円状の層を伴う円形か楕円形として現れる。これは、地層は中心に向かって沈下するからであり、露出している地層は、外側から内側に向かって徐々に年代が若くなり、最も若い岩石は中心部に来る。構造盆地の地域的広がりは、しばしば、差し渡し数百kmに及ぶ広大なものになる。
構造盆地は、しばしば、石炭、石油、地下水の重要な産出地でもある。

## 構造盆地の例

### オーストラリア
- アマデウス盆地
- ボウエン盆地
- クーパー盆地

### フランス
- パリ盆地

### イギリス
- ハンプシャー盆地
- ロンドン盆地

### アメリカ合衆国
- アパラチア盆地
- ビッグ・ホーン盆地
- デラウエア盆地
- デンバー盆地
- イリノイ盆地
- ロサンゼルス盆地
- ミシガン盆地
- パラドックス盆地
- パーミアン盆地
- ピケインス盆地
- パウダー・リバー盆地
- レイトン盆地
- サクラメント盆地
- サン・ファン盆地
- ユインタ盆地
- ウィリストン盆地